# Mefodij (Zajcev)
Mefodij (světským jménem: Dmitrij Anatoljevič Zajcev; * 25. října 1978, Kazaň) je ruský pravoslavný duchovní Ruské pravoslavné církve a biskup almeťjevský a bugulminský.

## Život
Narodil se 25. října 1978 v Kazani.
Navštěvoval střední školu № 135 v Kazani.
Roku 1993 odešel do Raifského Bogorodického monastýru, kde sloužil jako altarnik (pomocník u oltáře), sakristán, zvoník, prosfornik (ten který peče prosfory a další chleby) a průvodce.
Dne 4. dubna 1997 byl postřižen na rjasofora a 10. srpna byl v soboru svatých Petra a Pavla v Kazani rukopoložen na diákona.
Dne 31. srpna 1997 byl arcibiskupem kazaňským a tatarstánským Anastasijem (Metkinem) převeden do monastýru Zesnutí přesvaté Bohorodice ve Svijažsku.
Dne 30. srpna nastoupil na Pravoslavnou humanitní univerzitu svatého Tichona v Moskvě, kterou dokončil roku 2007.
Dne 19. března 1998 byl postřižen na monacha s mnišským jménem Mefodij na počest svatého apoštolům rovného arcibiskupa moravského Metoděje.
Dne 2. května 1999 byl v soboru Svaté Trojice Raifského monastýru rukopoložen na jeromonacha. V srpnu téhož roku byl ustanoven blagočinným monastýru Zesnutí přesvaté Bohorodice ve Svijažsku. Předsedal také farní radě Svijažského podvorje ve Vveděnské Slobodě.
Dne 13. prosince 2003 byl převeden do monastýru svatého Jana Předchůdce v Kazani.
Od ledna 2005 vyučoval v Kazaňském duchovním semináři obecné církevní dějiny.
Dne 21. července 2005 byl arcibiskupem kazaňským a tatarstanským Anastasijem ustanoven představeným soboru Zvěstování v Kazani.
Dne 3. března 2008 byl ustanoven představeným Kizičeského Vveděnského monastýru v Kazani.
Dne 24. května 2009 byl povýšen na igumena.
Roku 2010 nastoupil na postgraduální studium na fakultě filosofie Kazaňské federální univerzity.
Dne 6. června 2012 byl rozhodnutím Svatého synodu zvolen biskupem almeťjevským a bugulminským.
Dne 14. června 2012 byl povýšen na archimandritu.
Dne 6. července 2012 proběhlo v chrámu Všech svatých monastýru Danilov v Moskvě jeho oficiální jmenování na biskupa. Dne 11. července se ve Spaso-Preobraženském soboru Valaamského monastýru uskutečnila jeho biskupská chirotonie. Světiteli byli patriarcha moskevský Kirill, metropolita saranský a mordvinský Varsonofij (Sudakov), arcibiskup kazaňský a tatarstánský Anastasij, arcibiskup petrozavodský a karelský Manuil (Pavlov), arcibiskup sergijevoposadský Feognost (Guzikov), biskup troický Pankratij (Žerděv) a biskup solněčnogorský Sergij (Čašin).
Dne 4. října 2012 byl Svatým synodem osvobozen od funkce představeného Kizičeského Vveděnského monastýru.

## Řády a vyznamenání

### Světské vyznamenání
- Tatarstán Medaile za udatnou práci (2022)